# Conus abbas
Conus abbas é uma espécie de gastrópodes do gênero Conus, pertencente à família Conidae.